# Jeanne Cheirel
Pour les articles homonymes, voir Cheirel.
Jeanne Augustine Baltazar dite Jeanne Cheirel, née le 10 mars 1868 à Paris XIe et morte le 2 novembre 1934 à Paris XVIIe, est une actrice française.

## Biographie

### Famille
Née en 1868 à Paris, fille naturelle et reconnue de Joséphine Alexandrine Baltazar (1848-1935), artiste dramatique, Jeanne Augustine Baltazar est la petite-fille du comédien Louis Leriche (1816-1890), qui a lui-même reconnu sa mère en 1873. Elle est la sœur des acteurs Léon Leriche (1877-1924) et Paul Leriche (1874-1948), lui-même père de Micheline Cheirel (1917-2002) ; et la nièce d'Augustine Leriche (1856-1938) et de Charles Leriche (1872-1963).

### Carrière
Elle débute au Gymnase dans La Doctoresse, joue Le Bonheur Conjugal, Dégommé, Froufrou, L'Abbé Constantin, puis passe aux Variétés, joue La Corde sensible ; puis à la Porte-St-Martin, Le Crocodile. Engagée au Palais-Royal, elle débute dans Le Roi Candaule, crée Les Femmes des amis, Les Joies de la paternité, Le Sous-Préfet de Château-Busard, Un fil à la Patte, Coup de tête, Le Paradis, Le Remplaçant, Le Dindon, Le Terre-Neuve, le rôle de Clarisse dans Séance de nuit.

## Théâtre
- 1894 : Un fil à la patte de Georges Feydeau : Lucette Gauthier
- 1896 : Le Dindon de Georges Feydeau, théâtre du Palais-Royal : Lucienne Vatelin
- 1897 : Place aux femmes ! d'Albin Valabrègue et Maurice Hennequin , 8 octobre, théâtre du Palais-Royal : Renée[5]
- 1900 : Moins cinq ! de Paul Gavault et Georges Berr, théâtre du Palais-Royal, 22 novembre[6] : Hélène.
- 1901 : Sacré Léonce ! de Pierre Wolff, théâtre du Palais-Royal, 3 avril : Tototte[7],[8].
- 1901 : L'Inconnue de Paul Gavault et Georges Berr, théâtre du Palais-Royal
- 1903 : Monsieur Vernet de Jules Renard, mise en scène André Antoine, théâtre Antoine
- 1904 : Sainte-Roulette de Jean Lorrain et Gustave Coquiot, théâtre des Bouffes du Nord
- 1906 : Les Passagères d'Alfred Capus, théâtre de la Renaissance
- 1907 : Après le pardon de Matilde Serao et Pierre Decourcelle, théâtre Réjane

- 1910 : La Fugitive d'André Picard, Comédie-Française
- 1914 : Monsieur Brotonneau de Gaston Arman de Caillavet et Robert de Flers, théâtre de la Porte-Saint-Martin
- 1916 : Hortense a dit « Je m'en fous ! » de Georges Feydeau, théâtre du Palais-Royal : Hortense
- 1919 : A bon chat de Pierre Veber et Max Marcin, théâtre du Gymnase[9]
- 1920 : Le Retour de Robert de Flers et Francis de Croisset, théâtre de l'Athénée
- 1921 : Chéri de Colette, mise en scène de Robert Clermont, théâtre Michel à Paris
- 1922 : Ta bouche livret d’Yves Mirande, lyrics Albert Willemetz, musique Maurice Yvain, mise en scène Edmond Roze, théâtre Daunou
- 1923 : Les Vignes du seigneur de Robert de Flers et Francis de Croisset, théâtre du Gymnase
- 1924 : Gosse de riche, opérette en 3 actes, livret Jacques Bousquet et Henri Falk, musique Maurice Yvain, théâtre Daunou
- 1926 : Le Temps d'aimer opérette de Henri Duvernois et Pierre Wolff, couplets Hugues Delorme, musique Reynaldo Hahn, théâtre de la Michodière
- 1927 : Son mari de Paul Géraldy et Robert Spitzer, théâtre de la Michodière
- 1927 : Le Diable à Paris, opérette en 3 actes, livret Robert de Flers, Francis de Croisset et Albert Willemetz, musique Marcel Lattès, théâtre Marigny
- 1929 : L'Ascension de Virginie de Maurice Donnay et Lucien Descaves, théâtre de la Michodière
- 1929 : Le Sexe faible d'Édouard Bourdet, théâtre de la Michodière
- 1933 : Lundi 8 heures de George S. Kaufman et Edna Ferber, mise en scène Jacques Baumer, théâtre des Ambassadeurs

## Filmographie
- 1909 : Le Bal noir de Michel Carré
- 1912 : L'Auberge rouge de Camille de Morlhon
- 1913 : Germinal de Albert Capellani : la Maheude
- 1916 : Monsieur Vernet réalisation anonyme
- 1916 : Rigadin marié malgré lui de Georges Monca
- 1917 : Forfait dur de Georges Monca
- 1917 : Le Périscope de Rigadin de Georges Monca
- 1918 : Fiancé de sa femme réalisation anonyme
- 1920 : Flipotte de Jacques de Baroncelli
- 1921 : Le Père Goriot de Jacques de Baroncelli d'après le roman d'Honoré de Balzac : madame Vauquer
- 1922 : Crainquebille de Jacques Feyder : Mme Bayard
- 1923 : Le Secret de Polichinelle de René Hervil
- 1931 : Hardi les gars ! de Maurice Champreux
- 1931 : Ma tante d'Honfleur de Maurice Diamant-Berger : La tante d'Honfleur
- 1931 : La Petite de Montparnasse de Hanns Schwarz et Max de Vaucorbeil
- 1932 : À moi le jour, à toi la nuit de Ludwig Berger et Claude Heymann : Madame Ledoux
- 1932 : Clair de lune de Henri Diamant-Berger
- 1932 : Le Théâtre chez soi de Robert Bossis - court métrage -
- 1933 : Les Deux Monsieur de Madame de Abel Jacquin et Georges Pallu : Tante Irène
- 1933 : Je te confie ma femme de René Guissart : la colonelle
- 1933 : Le Mari garçon de Alberto Cavalcanti
- 1933 : Miquette et sa mère de Henri Diamant-Berger, Maurice Diamant-Berger et Henri Rollan : Mme Grandier
- 1933 : Le Sexe faible de Robert Siodmak : Mme Leroy-Gomez
- 1933 : Les Surprises du sleeping de Karl Anton
- 1933 : Touchons du bois de Maurice Champreux : La générale de Saint-Preux
- 1934 : Les Filles de la concierge de Jacques Tourneur : Madame Leclerc
- 1934 : La Jeune Fille d'une nuit de Roger Le Bon et Reinhold Schünzel
- 1934 : Mon cœur t'appelle de Carmine Gallone et Serge Veber : la directrice d'un salon de modes
- 1934 : Le Voyage de monsieur Perrichon de Jean Tarride
- 1934 : Monsieur le vagabond de Edmond T. Gréville - court métrage -
- 1935 : Le Monde où l'on s'ennuie de Jean de Marguenat : la duchesse de Réville